# Khalil Hilmi
 (août 2025).
 (août 2025).
Motif : notabilité douteuse, deux participations aux Jeux avec pour meilleur classement une 46e place...
- Archive Wikiwix
- Bing
- Cairn
- DuckDuckGo
- E. Universalis
- Gallica
- Google
- G. Books
- G. News
- G. Scholar
- Persée
- Qwant
- (zh) Baidu
- (ru) Yandex
- (wd) trouver des œuvres sur Wikidata

| 1. | Préciser le motif de la pose du bandeau. | Précisez le motif de la pose du bandeau en utilisant la syntaxe suivante : {{admissibilité à vérifier\|date=août 2025\|motif=remplacez ce texte par le motif}}                    |
| 2. | Informer les utilisateurs concernés.     | Pensez à avertir le créateur de l'article, par exemple, en insérant le code ci-dessous sur sa page de discussion : {{subst:avertissement admissibilité à vérifier\|Khalil Hilmi}} |

Khalil Hilmi (arabe : (خليل أمين حلمي) ; 1909.17 juillet 2004) est un tireur sportif libanais. Il a participé aux Jeux olympiques d'été de 1948 et de 1952. 